# Lo scialo
Lo scialo è un romanzo di Vasco Pratolini pubblicato nel 1960. È il secondo libro della trilogia Una storia italiana, che comprende anche Metello e Allegoria e derisione.
La storia è ambientata nella città di Firenze tra le due guerre mondiali e costituisce una sorta di affresco del capoluogo nell'epoca del fascismo, con molti dei personaggi noti descritti da chi ha vissuto con loro il periodo.

## Adattamenti cinematografici e televisivi
Dal lavoro di Pratolini è stata tratta nel 1987 una miniserie televisiva omonima diretta da Franco Rossi.

## Edizioni
- Lo scialo (2 voll.), Collana Narratori Italiani n.74, Milano, Mondadori, maggio 1960.
- Lo scialo, prefazione di Antonio Faeti, Collana Contemporanea, Milano, BUR, 2015,  p. 1243, ISBN 978-88-17-07839-9.

### Edizioni straniere
- (HBS) Rasipanje života, traduzione di Miodrag Kujunđić, Novi Sad, Matica srpska, 1964.
- (FR) Le Gâchis. Une histoire italienne, traduzione di Juliette Bertrand, Paris, Albin Michel, 1964.